# Carmen Nogués Lacuesta
Carmen Nogués Lacuesta (Carlet, 1946 - Carlet, 30 de juliol de 2006) fou una poetessa, pintora i gravadora valenciana.
El 1973 es traslladà a Itàlia, arran de l'obtenció d'un premi literari, i entrà en relació amb ambients artístics d'aquest país. Des de l'any següent seguí estudis de pintura i de gravat en l'Acadèmia Espanyola de Belles Arts de Roma, al mateix temps que publicava col·laboracions poètiques en revistes literàries principalment italianes (Silarus, Italscambi, Tempo sensibile), però també en algunes d'espanyoles, com ara la canària Fablas. A Roma feu amistat amb Rafael Alberti, que per aquells anys hi vivia exiliat, i el poeta li dedicà versos encoratjadors amb motiu de les seues exposicions. En presentà, a més d'Itàlia, en altres països europeus, on obtingué diversos premis prestigiosos.
Hi ha obra seua en el Museu d'Art Contemporani de Vilafamés i en el Museo de la Solidaridad Salvador Allende, de Santiago de Xile.

## Reconeixements
- Premi especial Expo-68. Praga, 1968.
- Primer Premi de l'Académie Internationale de Lutèce. París, 1972.
- Premi especial del Certamen Eleonora d'Arborea. Villa Medici, Florència, 1973.
- Segon Premio Internazionale Sìlarus. Capaccio Paestum, 1973.
- Primer Premi «Côte d'Azur». Cannes, 1973
- Premi de la Mostra Internazionale «Pittura e scultura per giovani artisti esteri a Roma» (UCSEI). Roma, 1975.
- Premi de la Biennale d'Arte Contemporanea di Alatri. Frosinone, 1976.
- Premi Especial per l'Art Abstracte Ciutat de Florència, 1976.